# Conservatoire Glinka de Novossibirsk
Le conservatoire d'État Glinka de Novossibirsk est un établissement d'enseignement supérieur de musique de Novossibirsk en Russie. Il a été fondé en 1956.

## Historique
Le conservatoire ouvre en 1956, dans un édifice bâti par Andreï Kriatchkov en 1923-1924. Il est surélevé d'un étage avec des ailes dans les années 1960. L'établissement reçoit le nom de Mikhaïl Glinka en 1957.
En 1981, un musée ouvre en plus au conservatoire, avec plus de six mille objets, affiches, documents, photographies, enregistrements, etc.
Il reçoit en 2021 l'accréditation européenne ESG-ENQA.

## Structure
Le conservatoire Glinka assure un enseignement supérieur (licence, master, diplôme de spécialisation, post-diplôme, assistanat-stage) ; ainsi qu'une formation complémentaire (perfectionnement, formation complémentaire professionnelle des spécialistes).
Le conservatoire enseigne le piano; l'orgue; les instruments à cordes d'orchestre (violon, alto, violoncelle, contrebasse, harpe); les instruments à vent d'orchestre (flûte, hautbois, clarinette, basson, cor, trompette, saxophone, trombone, tuba); les instruments à percussion; les instruments folkloriques d'orchestre (bayan, accordéon, domra, balalaïka, guitare); le chant académique; la direction d'opéra et d'orchestre symphonique; la direction chorale universitaire; la composition; la musicologie (musicologie, pédagogie musicale).
Environ six cents étudiants poursuivent leurs études au conservatoire, dont certains sont étrangers (Arménie, Azerbaïdjan, Chine, Corée, Japon, Kazakhstan, Mongolie, Pologne, Tadjikistan...).

## Enseignants notables
- Teofils Biķis (1975-1989), pianiste
- Zakhar Bron (1974-1989), violoniste
- Vladimir Ourbanovitch (1970-1979), chanteur d'opéra
- Youri Youketchev (1970-?), compositeur

## Étudiants notables
- Vladimir Galouzine, chanteur lyrique
- Galina Gortchakova, cantatrice
- Mark Gorenstein, chef d'orchestre
- Vadim Repine, violiniste